# Liste der Stolpersteine in Waterland

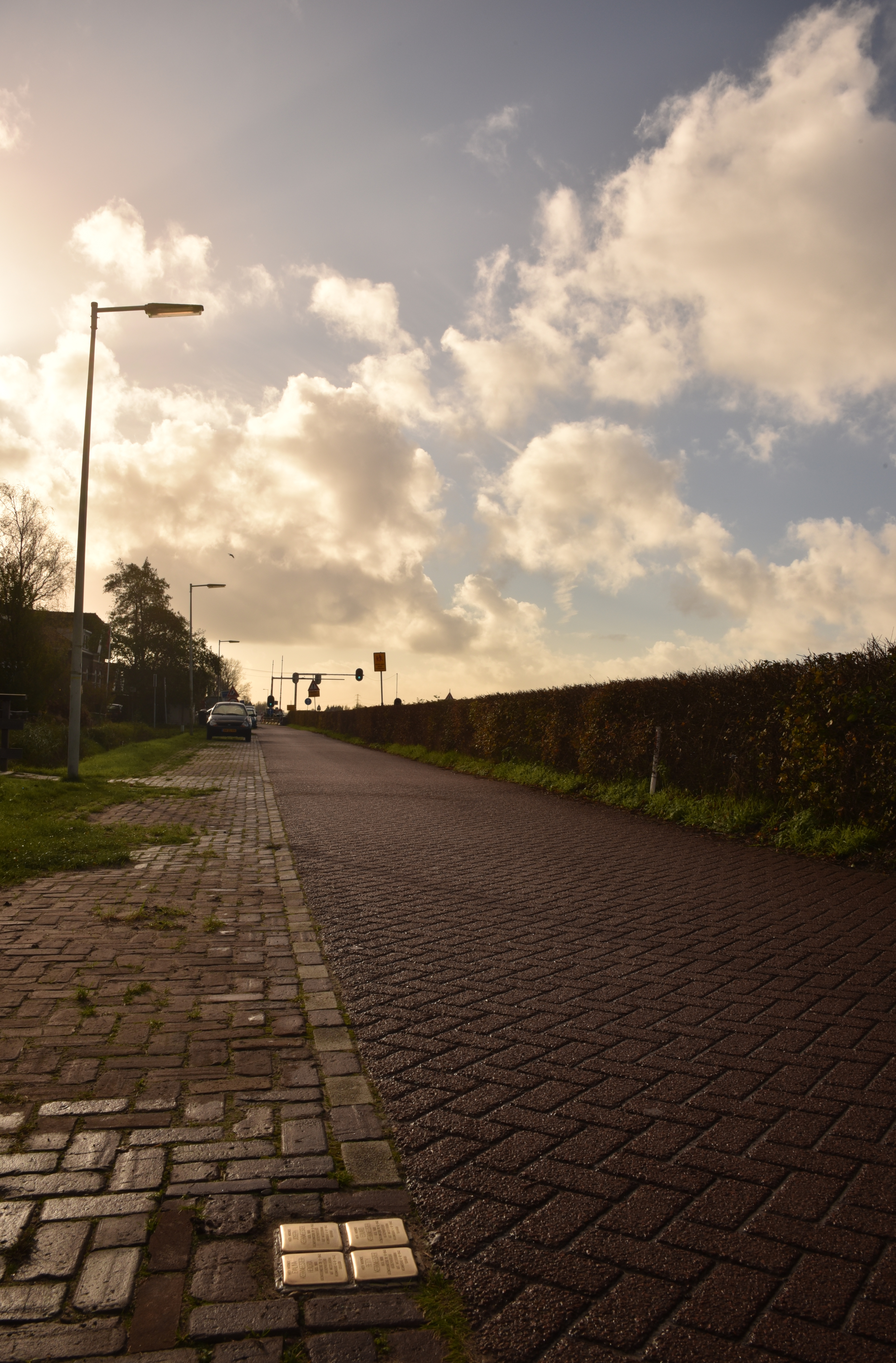
Stolpersteine in Waterland

Die Liste der Stolpersteine in Waterland umfasst jene Stolpersteine, die vom deutschen Künstler Gunter Demnig in Waterland verlegt wurden, einer Gemeinde in der niederländischen Provinz Nordholland, gelegen nördlich von Amsterdam. Stolpersteine sind Opfern des Nationalsozialismus gewidmet, all jenen, die vom NS-Regime drangsaliert, deportiert, ermordet, in die Emigration oder in den Suizid getrieben wurden. Demnig verlegt für jedes Opfer einen eigenen Stein, im Regelfall vor dem letzten selbst gewählten Wohnsitz.
Die ersten Verlegungen im Gemeindegebiet fanden am 29. Februar 2016 in Monnickendam statt.

## Verlegte Stolpersteine
Insgesamt wurden im Gemeindegebiet 20 Stolpersteine verlegt.

### Monnickendam
In Monnickendam wurden 16 Stolpersteine verlegt.
| Stolperstein | Übersetzung                                                                              | Verlegeort                          | Name, Leben                         |
| ------------ | ---------------------------------------------------------------------------------------- | ----------------------------------- | ----------------------------------- |
|              | HIER WOHNTE ELIËZER ABRAHAMS GEB. 1886 DEPORTIERT 1942 ERMORDET 5.8.1942 AUSCHWITZ       | Monnickendam, Niessenoort Burgwal 1 | Eliëzer Abrahams (1886–1942)        |
|              | HIER WOHNTE GERRIT ABRAHAMS GEB. 1887 DEPORTIERT 1942 ERMORDET 4.6.1943 SOBIBOR          | Monnickendam, Noordeinde 108        | Gerrit Abrahams (1887–1943)         |
|              | HIER WOHNTE SIMON ABRAHAMS GEB. 1917 DEPORTIERT 1942 ERMORDET 9.7.1943 SOBIBOR           | Monnickendam, Niessenoort Burgwal 1 | Simon Abrahams (1917–1943)          |
|              | HIER WOHNTE SAARTJE ABRAHAMS-TRUDER GEB. 1889 DEPORTIERT 1942 ERMORDET 16.4.1943 SOBIBOR | Monnickendam, Niessenoort Burgwal 1 | Saartje Abrahams-Truder (1889–1943) |
|              | HIER WOHNTE BETJE ABRAHAMS-WOLF GEB. 1893 DEPORTIERT 1942 ERMORDET 4.6.1943 SOBIBOR      | Monnickendam, Noordeinde 108        | Betje Abrahams-Wolf (1893–1943)     |
|              | HIER WOHNTE LOUIS COHEN GEB. 1910 DEPORTIERT 1942 ERMORDET 2.7.1943 SOBIBOR              | Monnickendam, Tuinstraat 11         | Louis Cohen (1910–1943)             |
|              | HIER WOHNTE MOZES COHEN GEB. 1888 DEPORTIERT 1942 ERMORDET 28.5.1943 SOBIBOR             | Monnickendam, Fluwelen Burgwal 16   | Mozes Cohen (1888–1943)             |
|              | HIER WOHNTE SONJA KITTY COHEN GEB. 1939 DEPORTIERT 1942 ERMORDET 2.7.1943 SOBIBOR        | Monnickendam, Tuinstraat 11         | Sonja Kitty Cohen (1939–1943)       |
|              | HIER WOHNTE JOHANNA COHEN- COHEN GEB. 1913 DEPORTIERT 1942 ERMORDET 2.7.1943 SOBIBOR     | Monnickendam, Tuinstraat 11         | Johanna Cohen-Cohen (1913–1943)     |
|              | HIER WOHNTE KAATJE COHEN- PRONT GEB. 1886 DEPORTIERT 1942 ERMORDET 28.5.1943 SOBIBOR     | Monnickendam, Fluwelen Burgwal 16   | Kaatje Cohen-Pront (1886–1943)      |
|              | HIER WOHNTE LEENTJE LEUW GEB. 1868 DEPORTIERT 1942 ERMORDET 16.4.1943 SOBIBOR            | Monnickendam, Oude Zijds Burgwal 44 | Leentje Leuw (1868–1943)            |
|              | HIER WOHNTE SAARTJE LEUW GEB. 1872 DEPORTIERT 1942 ERMORDET 16.4.1943 SOBIBOR            | Monnickendam, Oude Zijds Burgwal 44 | Saartje Leuw (1872–1943)            |
|              | HIER WOHNTE ANDRIES WITMOND GEB. 1893 DEPORTIERT 1942 ERMORDET 4.6.1943 SOBIBOR          | Monnickendam, Kerkstraat 66         | Andries Witmond (1893–1943)         |
|              | HIER WOHNTE BENJAMIN PHILIP WITMOND GEB. 1928 DEPORTIERT 1942 ERMORDET 4.6.1943 SOBIBOR  | Monnickendam, Kerkstraat 66         | Benjamin Philip Witmond (1928–1943) |
|              | HIER WOHNTE PHILIP BENJAMIN WITMOND GEB. 1924 DEPORTIERT 1942 ERMORDET 4.6.1943 SOBIBOR  | Monnickendam, Kerkstraat 66         | Philip Benjamin Witmond (1924–1943) |
|              | HIER WOHNTE BERENDJE WITMOND-WOLF GEB. 1897 DEPORTIERT 1942 ERMORDET 4.6.1943 SOBIBOR    | Monnickendam, Kerkstraat 66         | Berendje Witmond-Wolf (1897–1943)   |

### Watergang
In Watergang wurden vier Stolpersteine an einer Adresse verlegt.

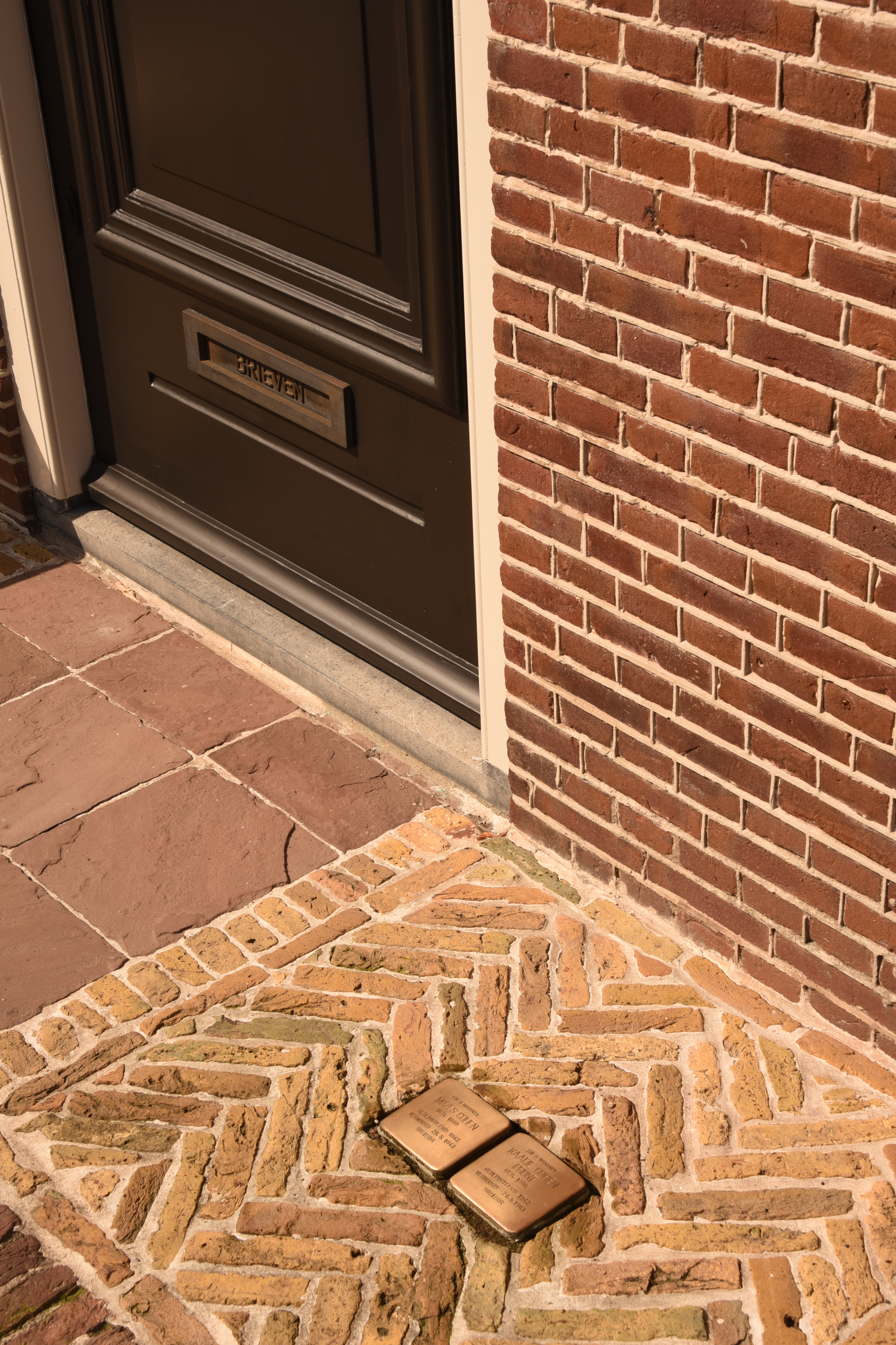
Stolpersteine in Monnickendam

| Stolperstein | Übersetzung | Verlegeort                  | Name, Leben                             |
| ------------ | --- | --------------------------- | --------------------------------------- |
|              | HIER WOHNTE BETTY KERKMEESTER GEB. 1926 INTERNIERT 26.5.1943 DEPORTIERT AUS WESTERBORK ERMORDET 4.6.1943 SOBIBOR            | Watergang, Kanaaldijk 45-47 | Betty Kerkmeester (1926–1943)           |
|              | HIER WOHNTE EDUARD KERKMEESTER GEB. 1932 INTERNIERT 26.5.1943 DEPORTIERT AUS WESTERBORK ERMORDET 4.6.1943 SOBIBOR           | Watergang, Kanaaldijk 45-47 | Eduard Kerkmeester (1932–1943)          |
|              | HIER WOHNTE JOSEPH KERKMEESTER GEB. 1900 INTERNIERT 26.5.1943 DEPORTIERT AUS WESTERBORK ERMORDET 4.6.1943 SOBIBOR           | Watergang, Kanaaldijk 45-47 | Joseph Kerkmeester (1900–1943)          |
|              | HIER WOHNTE EVALINA KERKMEESTER- HENDRIX GEB. 1900 INTERNIERT 26.5.1943 DEPORTIERT AUS WESTERBORK ERMORDET 4.6.1943 SOBIBOR | Watergang, Kanaaldijk 45-47 | Evalina Kerkmeester-Hendrix (1900–1943) |

## Verlegedaten
- 29. Februar 2016: Monnickendam[29]
- 5. November 2021: Watergang[30]